# Витале Фалиер де' Дони
Витале Фалиер де' Дони/Додони (на италиански: Vitale Falier de' Doni o Dodoni) е тридесет и втори дож на Република Венеция от 1084 до 1095 г.
Произлиза от знатно венецианско семейство и е един от съветниците на предишния дож Доменико Селво като вероятно взима участие и в неговата оставка от поста след тежкото поражение на Венеция от Робер Гискар през 1084 г.
Плучава от византийския император Алексий I Комнин титлата на дук на Далмация и Хърватия през 1085 г., въпреки че по това време унгарският крал Ласло I вече се наименува крал и на хърватите.
По време на управлението му Венеция е налегната от глад, освен това е сполетяна и от земетресения.
Умира през декември 1095 г. и е погребан в базиликата Сан Марко.
Той е и първият дож, чийто портрет е известен, изображението му е увековечено в базиликата.

## Семейство
Има брак с Корнела Бембо. Неговият син Орделафо Фалиеро става 34-ти дож.